# رشافة الإبرة الدقيقة

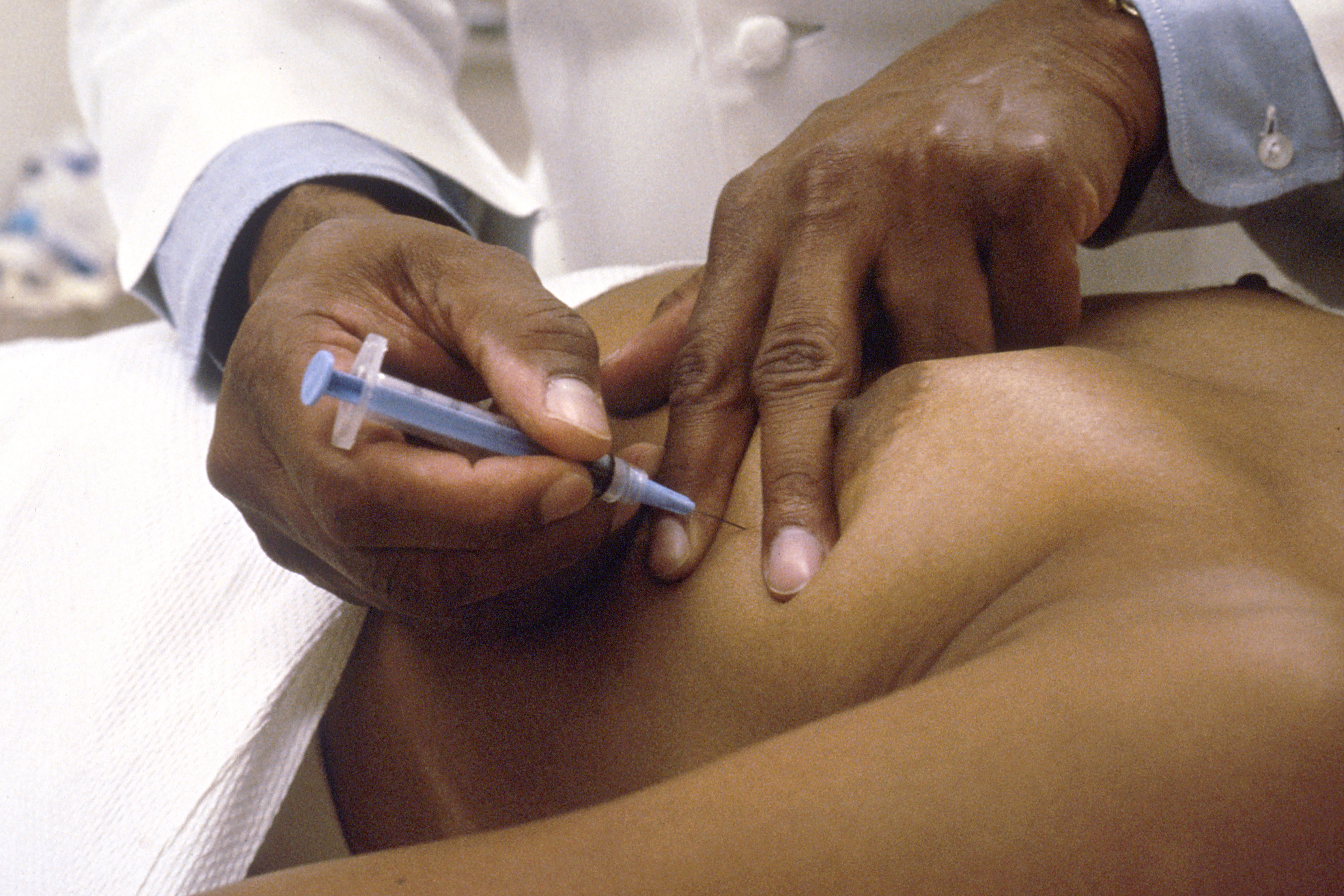
رشافة الإبرة الدقيقة

رشافة الإبرة الدقيقة أو الشفط بالإبرة الدقيقة (بالإنجليزية: fine-needle aspiration)‏ هو نوع من أنواع سحب العينات (الخزعات) تستخدم فيه إبرة رفيعة للحصول على عينات من الخلايا.

## الخطوات
- يعتبر هذا النوع من الفحص ذو تقنية بسيطة للغاية.
- يتم غرز إبرة لا يزيد قياسها عن تلك التي تستخدم للحقن العادية داخل الورم، حيث يتم سحب عشرات الآلاف من الخلايا داخل الحقنة.
- يقوم أخصائي الأنسجة بفحص هذه الخلايا على شريحة زجاجية تحت المجهر.
- يمكن الحصول على تشخيص خلال دقائق.
- تعتبر الأعضاء العميقة وصعبة الوصول (البنكرياس، والرئة، والكبد على سبيل المثال) مرشح جيد لمثل هذا النوع من الإجراء. حيث أن الخيار الآخر لأخذ عينات منها هو إجراء عملية جراحية كبرى.
- كما تعتبر أورام الغدة الدرقية أيضا مرشح جيد لهذا النوع من الإجراء، والذي يتم عادة على أيدي أخصائي الأشعة بمساعدة الموجات فوق الصوتية (ultrasound) أو التصوير المقطعي (CT scan)، ولا يحتاج الإجراء لأي نوع من التخدير ولا حتى موضعي.